# 卟啉鎳石
卟啉鎳石（英語：Abelsonite），又稱紫四環鎳礦，是一种镍卟啉矿物，化学式为C31H32N4Ni。它于1969年在美国犹他州被发现，并于1975年被描述。该矿物以地球化学家菲力普·艾贝尔森的名字命名。它是唯一已知的结晶地卟啉。

## 描述
卟啉鎳石是半透明的粉紫色、深灰紫色、淡紫红色或红棕色的矿物。矿物以薄条或板状或长达1 cm（0.39英寸）的小聚集体形式出现。它溶于苯和丙酮，難溶于水、稀盐酸和稀硝酸。

## 發現与形成
卟啉鎳石是一种次生矿物，形成于油页岩的裂缝、孔洞和层理面中。该矿物可能是由叶绿素的成岩作用形成的，可能是叶绿素a，它以水溶液的形式输送到有利的地质环境中。
2003年，首次完全合成了卟啉鎳石。

## 结构

卟啉鎳石的结构

在1989年，卟啉鎳石是唯一已知的具有晶体结构的地卟啉。大多数地卟啉作为一系列同系物出现，跨越大范围的碳数。包括卟啉鎳石以内的卟啉是常见的，但它通常不会与其他卟啉分离。
该矿物是脱氧叶红素初卟啉 (DPEP)，镍占据卟啉环的中心。大部分矿物由C31卟啉和少量C30正异构体组成。